# Греко-римская борьба на летних Олимпийских играх 1968 — свыше 97 кг
Соревнования по греко-римской борьбе в рамках Олимпийских игр 1968 года в тяжёлом весе (свышек 97 килограммов) прошли в Мехико с 23 по 26 октября 1968 года в «Ice Rink of the Insurgents».
Турнир проводился по системе с начислением штрафных баллов.
- 0 штрафных очков в случае чистой победы или дисквалификации противника, а также неявки;
- 0,5 штрафных очка в случае победы ввиду явного технического превосходства (на восемь и более баллов);
- 1 штрафное очко в случае победы по баллам (с разницей менее восьми баллов);
- 2 штрафных очка в случае результативной ничьей;
- 2,5 штрафных очка в случае безрезультатной ничьей (пассивной ничьей);
- 3 штрафных очка в случае поражения по баллам (с разницей менее восьми баллов);
- 3,5 штрафных очка в случае поражения ввиду явного технического превосходства соперника (на восемь и более баллов);
- 4 штрафных очка в случае чистого поражения или дисквалификации а также неявки.

Трое оставшихся борцов выходили в финал, где проводили встречи между собой. Встречи между финалистами, состоявшиеся в предварительных схватках, шли в зачёт. Схватка по регламенту турнира продолжалась 9 минут в три трёхминутных периода, в партер ставили менее активного борца. Мог быть назначен овертайм.
В тяжёлом весе боролись 15 участников. Самым молодым спортсменом был 20-летний Раймон Уйтохаге, самым возрастным - уже 36-летний Анатолий Рощин. 
В период с 1964 по 1968 год в тяжёлом весе в греко-римской борьбе безраздельно в мире властвовал венгерский борец, действующий олимпийский чемпион, чемпион мира 1966 и 1967 годов, чемпион Европы 1967 года Иштван Козма, и сомнений в том, кто будет первым на Олимпиаде практически не было. Конкуренцию ему мог составить лишь возрастной Анатолий Рощин. Они вдвоём и чех Петр Кмент добрались до финала. Но Кмент, победив в предфинальной встрече пятого круга, травмировался и не смог участвовать в финале. Вторая встреча пятого круга, после выбытия Кмента, стала фактически финальной встречей Рощина и Козмы, и исходя из штрафных баллов, Козме было достаточно свести её вничью (Козма все предыдущие встречи закончил чисто и в основном быстро, а Рощин в одной из встреч оступился, победив по очкам и получив один штрафной балл). И Козма тактически грамотно эту ничью удержал, став двукратным олимпийским чемпионом. 

## Призовые места
- Иштван Козма (HUN)
- Анатолий Рощин (URS)
- Петр Кмент (TCH)

## Первый круг
| Штрафных баллов | Участник 1            | Результат   | Участник 2             | Штрафных баллов |
| --------------- | --------------------- | ----------- | ---------------------- | --------------- |
| 0               | Эдвард Войда (POL)    | Туше (2:24) | Арье Надборник (FIN)   | 4               |
| 2               | Рагнар Свенссон (SWE) | Ничья       | Роланд Бок (FRG)       | 2               |
| 0               | Анатолий Рощин (URS)  | Туше (2:51) | Стефан Петров (BUL)    | 4               |
| 0               | Боб Руп (USA)         | Туше (9:34) | Харри Джерис (CAN)     | 4               |
| 0               | Раймон Уйтохаге (FRA) | Туше (1:19) | Ёрихидэ Исогаи (JPN)   | 4               |
| 0               | Иштван Козма (HUN)    | Туше (5:31) | Константин Бучоу (ROU) | 4               |
| 0               | Петр Кмент (TCH)      | Туше (2:36) | Хассан Бечара (LIB)    | 4               |
| 0               | Бекир Аксу (TUR)      | Пропускал   |                        |                 |

## Второй круг
| Штрафных баллов | Участник 1             | Результат   | Участник 2           | Штрафных баллов |
| --------------- | ---------------------- | ----------- | -------------------- | --------------- |
| 2,5             | Бекир Аксу (TUR)       | Ничья       | Эдвард Войда (POL)   | 2,5             |
| 2               | Рагнар Свенссон (SWE)  | Туше (6:48) | Арье Надборник (FIN) | 8               |
| 1               | Анатолий Рощин (URS)   | По очкам    | Роланд Бок (FRG)     | 5               |
| 4               | Стефан Петров (BUL)    | Туше (9:32) | Боб Руп (USA)        | 4               |
| 1               | Раймон Уйтохаге (FRA)  | По очкам    | Харри Джерис (CAN)   | 7               |
| 0               | Иштван Козма (HUN)     | Туше (0:38) | Ёрихидэ Исогаи (JPN) | 8               |
| 4               | Константин Бучоу (ROU) | Туше (2:12) | Хассан Бечара (LIB)  | 8               |
| 0               | Петр Кмент (TCH)       | Пропускал   |                      |                 |

## Третий круг
| Штрафных баллов | Участник 1             | Результат       | Участник 2            | Штрафных баллов |
| --------------- | ---------------------- | --------------- | --------------------- | --------------- |
| 3               | Рагнар Свенссон (SWE)  | По очкам        | Эдвард Войда (POL)    | 5,5             |
| 4               | Стефан Петров (BUL)    | Дисквалификация | Роланд Бок (FRG)      | 9               |
| 1               | Анатолий Рощин (URS)   | Туше (2:48)     | Боб Руп (USA)         | 8               |
| 0               | Иштван Козма (HUN)     | Туше (0:30)     | Раймон Уйтохаге (FRA) | 5               |
| 0               | Петр Кмент (TCH)       | Дисквалификация | Бекир Аксу (TUR)      | 6,5             |
| 4               | Константин Бучоу (ROU) | Пропускал       |                       |                 |

## Четвёртый круг
| Штрафных баллов | Участник 1            | Результат              | Участник 2             | Штрафных баллов |
| --------------- | --------------------- | ---------------------- | ---------------------- | --------------- |
| 1               | Петр Кмент (TCH)      | По очкам               | Константин Бучоу (ROU) | 7               |
| 0               | Иштван Козма (HUN)    | Туше (9:26)            | Стефан Петров (BUL)    | 8               |
| 1               | Анатолий Рощин (URS)  | Туше (5:29)            | Эдвард Войда (POL)     | 9,5             |
| 3               | Рагнар Свенссон (SWE) | Дисквалификация (8:55) | Раймон Уйтохаге (FRA)  | 9               |

## Пятый круг
| Штрафных баллов | Участник 1           | Результат       | Участник 2            | Штрафных баллов |
| --------------- | -------------------- | --------------- | --------------------- | --------------- |
| 1               | Петр Кмент (TCH)     | Дисквалификация | Рагнар Свенссон (SWE) | 7               |
| 3,5             | Анатолий Рощин (URS) | Ничья           | Иштван Козма (HUN)    | 2,5             |

## Встреча 1
| Штрафных баллов | Участник 1           | Результат | Участник 2       | Штрафных баллов |
| --------------- | -------------------- | --------- | ---------------- | --------------- |
| 3,5             | Анатолий Рощин (URS) | Неявка    | Петр Кмент (TCH) | 5               |
| 2,5             | Иштван Козма (HUN)   | Пропускал |                  |                 |